# Epístola de Judas
La Epístola de Judas es una carta (epístola) del Nuevo Testamento y el penúltimo libro del Nuevo Testamento y de la Biblia cristiana. Tradicionalmente se atribuye al apóstol Judas, hermano de Santiago. El autor se identifica como «Judas, siervo de Jesucristo y hermano de Santiago» y se ha atribuido tradicionalmente a Judas Tadeo. Su origen puede datarse en el último tercio del siglo I, probablemente en Judea. Fue concebida para alertar a la comunidad de fieles sobre falsos maestros que, encubiertamente, se introducían para sembrar disensión y falsas doctrinas.
Judas es una breve epístola escrita en griego koiné. Condena en términos feroces a ciertas personas que el autor ve como una amenaza para la comunidad del cristianos primitivos, pero describe a estos oponentes sólo vagamente. Según Judas, estos opositores están dentro de la comunidad cristiana, pero no son verdaderos cristianos: son burladores, falsos maestros, descontentos, entregados a sus concupiscencias, etcétera. La epístola asegura a sus lectores que estas personas pronto serán juzgadas por Dios. Es posible que el grupo al que se refiere la carta fuera obvio para los destinatarios originales, pero si se refería a un grupo específico, los detalles se han perdido. La única parte de su posible ideología de la que se habla en la carta es que estos oponentes denigran a los ángeles y su papel. Si esto era realmente una parte de la ideología de este grupo al que el autor se oponía, entonces la epístola es posiblemente un contrapunto a la Epístola a los Colosenses. Colosenses condena a quienes dan a los ángeles una prominencia indebida y los adoran; esto implica que las dos cartas podrían formar parte de un debate cristiano primitivo sobre la angelología cristiana.
Por su brevedad y el vigor de su polémica, la carta de Judas constituye uno de los escritos más peculiaries del Nuevo Testamento. Antes de su canonización oficial en el siglo IV, usualmente fue incluida entre los escritos considerados «dudosos», principalmente a causa del uso que hace su autor de la literatura apócrifa y otras tradiciones extrabíblicas. La carta no ha desempeñado ningún papel significativo en la formación del pensamiento de las iglesias cristianas. Según Raymond Brown, muchos cristianos consideran a la obra como «demasiado negativa, antigua y apocalíptica» para las circunstancias actuales y su aplicación a la vida ordinaria es de una «formidable dificultad».

## Autoría

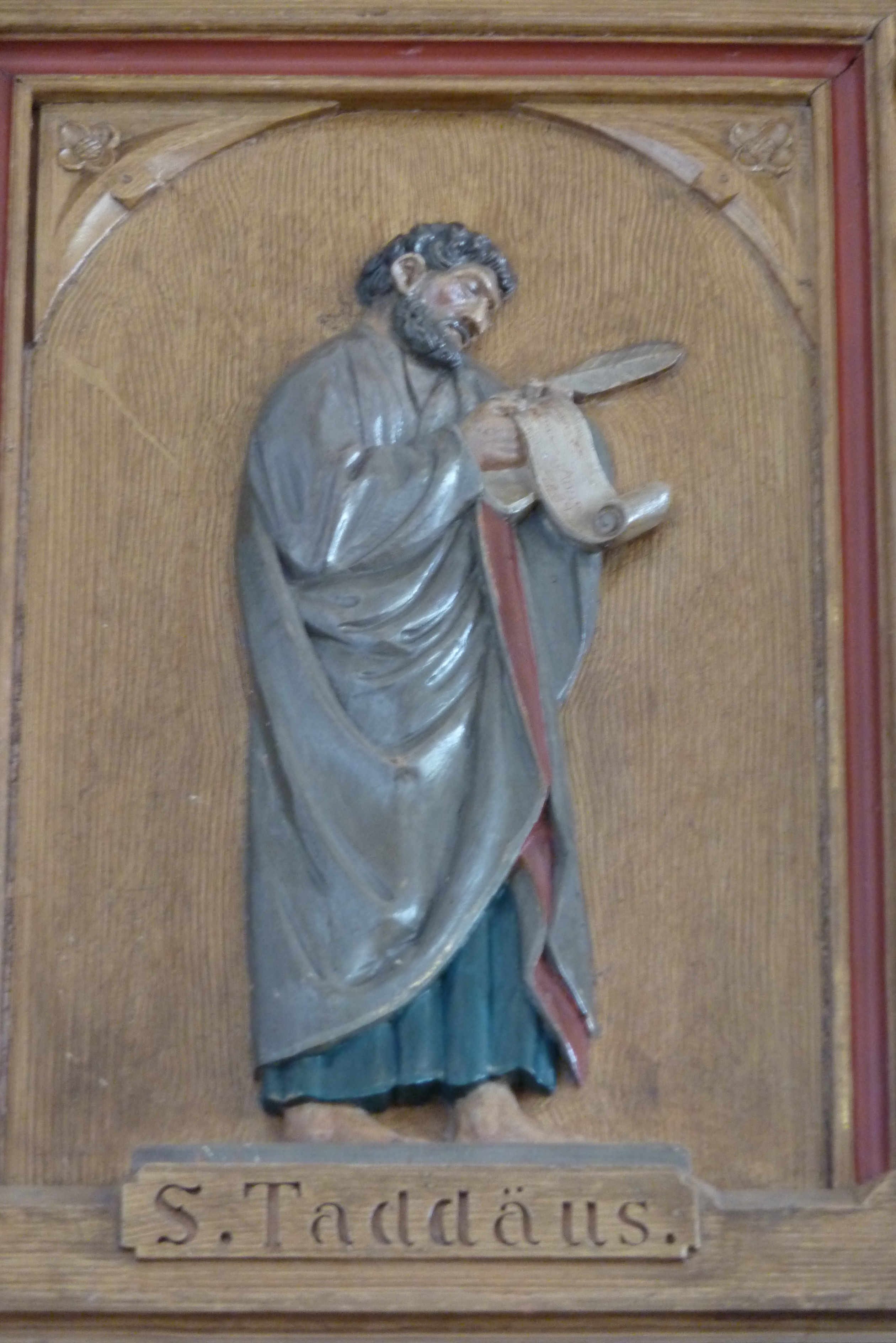
Representación de Judas Tadeo con un rollo en la mano, en alusión a la epístola de Judas que la tradición eclesiástica tendió a atribuirle.

El autor de la epístola se presenta a sí mismo como Judas, siervo de Jesucristo, hermano de Santiago. Puesto que la alusión a Santiago sin más explicaciones es indicativo de que era un personaje bien conocido en la comunidad, la sugerencia más plausible es que este Judas era hermano de Santiago el Justo, obispo de Jerusalén y «hermano del Señor», y, por tanto, uno de los cuatro hermanos de Jesús, tal como se recoge en los evangelios: «Santiago, José, Judas y Simón» (Mc. 6:3). La tradición antigua tiende a identificar a este Judas con Judas Tadeo, integrante del grupo de los doce apóstoles de Jesucristo, con base en que Marcos y Mateo los enumeran juntos en la lista de los Doce y Lucas presenta a Tadeo como «Judas de Santiago», lo que indica algún tipo de parentesco. Sin embargo, un número significativo de exégetas actuales, incluyendo varios católicos, se inclinan por negar esta identificación, puesto que del v. 17 se infiere que los «apóstoles de nuestro Señor Jesuscristo» forman un grupo aparte en el que el autor no se incluye.
Las introducciones se referían normalmente a un padre en la época, por lo que el uso de un hermano sugiere que esto sólo se haría si el hermano era famoso dentro de la comunidad. Poco se sabe del propio Judas. Como hermano de Santiago, tradicionalmente se ha querido decir que Judas era también hermano de Jesús, ya que Santiago es descrito como hermano de Jesús. Esta es la razón por la que Clemente de Alejandría (c. 150-215 d. C.) escribió en su obra «Comentarios sobre la Epístola de Judas» que Judas, el autor, era hijo de José y hermano de Jesús. Sin embargo, hay una disputa sobre si “hermano” significa alguien que tiene el mismo padre y madre, o un medio hermano, primo, o una relación familiar más distante. Esta disputa sobre el verdadero significado de «hermano» creció a medida que evolucionó la doctrina del Nacimiento virginal.. Por ejemplo, San Jerónimo creía que no sólo María sino también José fueron vírgenes toda su vida, y por tanto Santiago y por extensión Judas eran primos.
Se suele defender la autenticidad de esta identificación porque Judas no era un personaje lo suficientemente importante como para que alguien escribiese una carta pseudoepigráfica en su nombre. Pero de acuerdo con Brown, este argumento soslaya la importancia y consideración que, por razón de parentesco, gozaron los hermanos de Jesús en las comunidades de Jerusalén y Palestina. Por otra parte, el refinado uso del griego, aunque favorece la pseudonimia, no excluye la autenticidad si Judas utilizó un escriba bien educado en dicho idioma.
Fuera del libro de Judas, un «Judas» se menciona cinco veces en el Nuevo Testamento: tres veces como Judas el Apóstol, y dos veces como «Judas el hermano de Jesús» (aparte de las referencias a Judas Iscariote y Judá (hijo de Jacob)). Continúa el debate sobre si el autor de la epístola es el apóstol, el hermano de Jesús, ambos o ninguno. Los estudiosos han argumentado que, dado que el autor de la carta no se ha identificado como apóstol y además se refiere a los apóstoles como un tercero, no se le puede identificar con Judas el Apóstol. Otros estudiosos han llegado a la conclusión opuesta, es decir, que, como apóstol, no habría hecho una afirmación de apostolado en su propio nombre. Entre los eruditos que han defendido la autoría del hermano de Santiago como plausible se encuentran Richard Bauckham.
Una razón para dudar de que un pariente de Jesús escribiera el libro es que es poco probable que supiera leer y escribir. La familia de Jesús eran trabajadores comunes de la Galilea de habla aramea, y las habilidades de composición literaria se concentraban abrumadoramente en la élite en la antigüedad. Pocos sabían leer, menos escribir y menos aún redactar complicados tratados literarios. Puede que el propio Jesús supiera leer, presumiblemente en hebreo, pero también era excepcional y la estrella de la familia. Incluso si de alguna manera Judas hubiera aprendido un poco a leer en hebreo, la epístola está escrita en un excelente y complicado griego koiné, con conocimiento de las formas comunes de retórica y argumentación de la época, así como un aparente conocimiento de las escrituras en hebreo. Todo esto sería excepcional para un galileo del campo. Los eruditos que apoyan la autoría de Judas suelen suponer que debió emprender extensos viajes y labores misioneras entre judíos helenizados para dominar el griego como lo hizo el autor. En última instancia, es imposible conocer con seguridad más detalles de la vida de Judas. Una de las primeras tradiciones cristianas afirma que los nietos de Judas fueron llevados ante el emperador Domiciano e interrogados; en la historia, se defendieron como no rebeldes y meros trabajadores pobres que sacaban lo que podían de un solo pedazo de tierra. Aunque la historia es claramente apócrifa -los emperadores romanos no solían interrogar a los campesinos galileos-, sugiere que los primeros cristianos recordaban a la familia de Judas como trabajadores de clase baja, no como élites alfabetizadas.
Si el Judas que escribió la carta no era el Apóstol Judas mencionado en los Evangelios, entonces posiblemente era un cristiano desconocido que compartía el nombre y casualmente también tenía un hermano llamado Santiago. Una última posibilidad es que la epístola sea pseudoepígrafa - que el autor haya insinuado intencionadamente a los lectores que era del más famoso Judas, pero sólo como una falsa atribución para dar más autoridad a la carta.

## Datación y origen geográfico
La epístola de Judas carece de algunos rasgos considerados protocatólicos, tales como cierto olvido de la parusía y el énfasis en una estructura eclesiástica dotada de autoridad. Tampoco puede datarse demasiado tarde, pues hay evidencia de que fue utilizada por el autor de la Segunda epístola de Pedro y esta se escribió no más allá de los años 125-150. Dado que la referencia a las palabras pronunciadas por los apóstoles (v. 17) suena como si estos pertenecieran ya a una generación pasada, los especialistas suelen datar la epístola en el último tercio del siglo I.
Se desconoce la fecha de composición, pero se especula que se sitúa entre los años 50 y 110. Si la epístola fue escrita por el Judas mencionado en los evangelios, eso la situaría en algún momento de la era apostólica temprana de c. 50—70 antes de la destrucción del Templo de Jerusalén; si la carta refleja el «catolicismo primitivo» y los inicios de una iglesia organizada, entonces se indica una fecha de la última década del siglo I o principios del siglo II (c. 90—110); y si la carta es un ataque al gnosticismo, entonces se indica una fecha mucho más tardía, quizás alrededor del 150 d. C.  Los eruditos que consideran la carta una obra pseudónima generalmente favorecen las fechas posteriores debido a las referencias de la carta a los apóstoles (como si vivieran en el pasado) y a una tradición autorizada, y por su competente estilo griego.  Bo Reicke sugiere alrededor del año 90 d. C.; Heikki Räisänen coincide y cree que pudo escribirse a finales del siglo I. Bart Ehrman también está de acuerdo en que hacia finales del siglo I es lo más probable, debido al uso de cierta terminología de forma similar a las epístolas pastorales que concuerdan con una fecha de finales del siglo I.
Aunque el lugar de composición es desconocido, la (posible) autenticidad de la carta y el hecho de que sus alusiones al Antiguo Testamento parezcan depender más de un conocimiento de las Escrituras hebreas que de la Septuaginta griega favorece la hipótesis de que la carta fue escrita en Palestina. Otra sugerencia sostiene que fue compuesta en Siria porque un autor pseudográfico invocó el nombre de Judas para contrarrestar la apelación al apóstol Judas Tomás por parte de los gnósticos.

## Manuscritos antiguos supervivientes
.

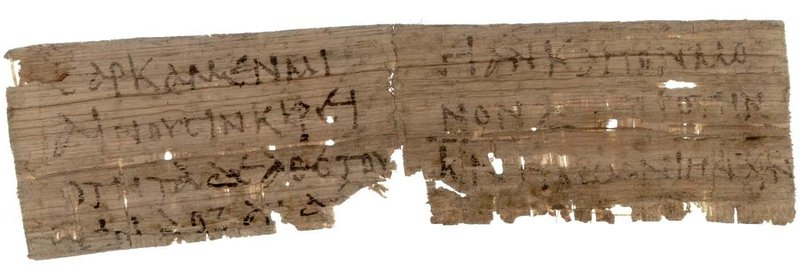
Papiro 78, que contiene los Versículos 4, 5, 7 y 8 de la Epístola de Judas; está fechado en los siglos III o IV

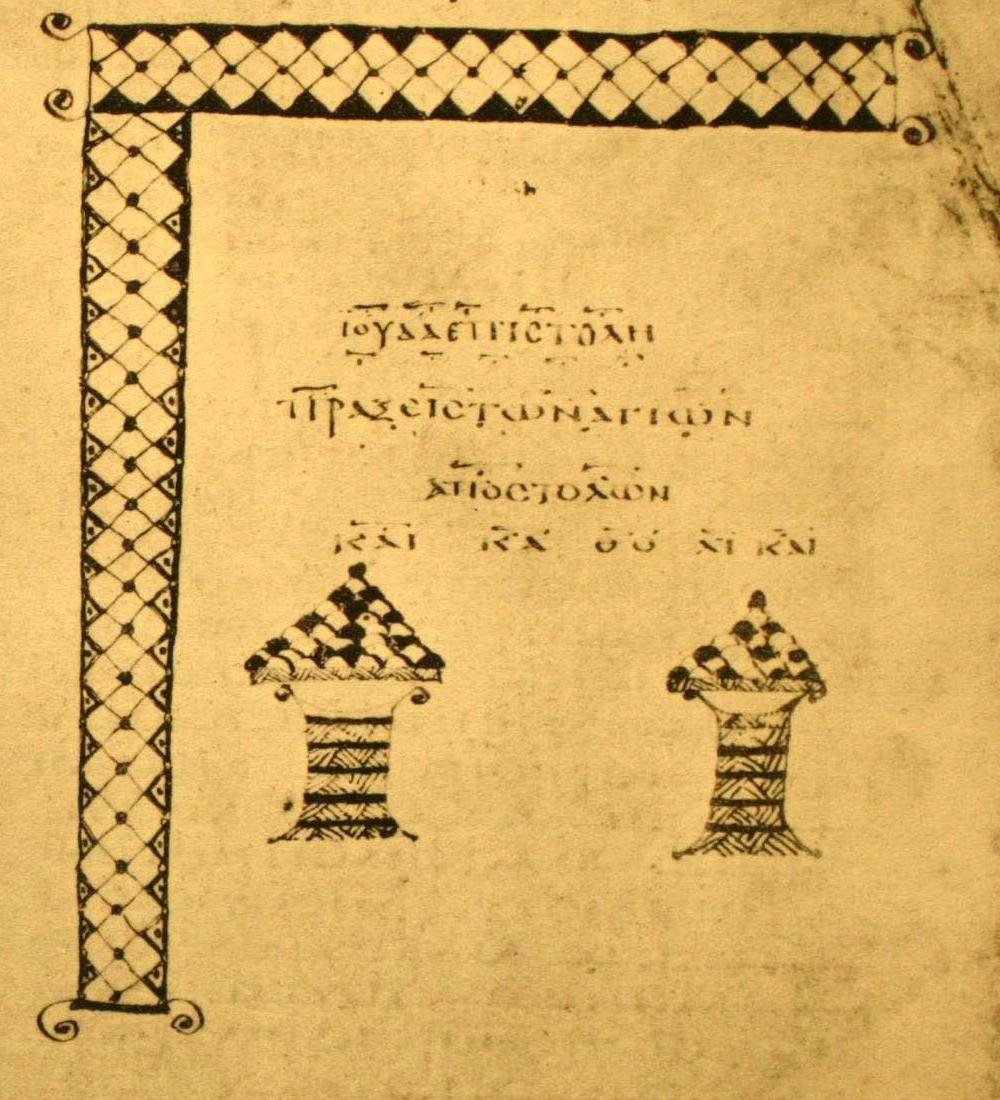
Colofón de la Epístola de Judas en el Codex Alexandrinus

Entre los primeros manuscritos que contienen el texto de la epístola de Judas se encuentran:
- Papiro 72 (siglo III/IV)[37]}
- Papiro 78 (siglo III/IV; existen los Versículos 4-5, 7-8)[38]
- Codex Vaticanus (B o 03; 325-350)
- Codex Sinaiticus (א o 01; 330-360)
- Codex Alexandrinus (A o 02; 400-440)
- Codex Ephraemi Rescriptus (C o 04; c. 450; Versículos 3-25 existentes)[39]

## Propósito y destinatarios
Tal como se explica en los vv. 3-4, fue escrita para exhortar a los fieles a «contender» por la fe y rechazar a los falsos maestros, los cuales habían comenzado a esparcir doctrinas contrarias a la fe. Advierte sobre los falsos maestros que tergiversan la gracia de Cristo como pretexto para el desenfreno. Judas pide al lector que recuerde cómo, incluso después de que el Señor salvara a su propio pueblo de la tierra de Egipto, no dudó en destruir a los que cayeron en la incredulidad, del mismo modo que castigó a los ángeles que cayeron de su exaltado estatus original y a los habitantes de Sodoma y Gomorra.  También parafrasea (versículo 9) un incidente aparentemente de la Asunción de Moisés que se ha perdido desde entonces sobre Satanás y Miguel Arcángel peleándose por el cuerpo de Moisés.
Continuando con la analogía de la historia de Israel, dice que los falsos maestros han seguido el camino de Caín, se han precipitado tras la recompensa en el error de Balaam, y han perecido en la rebelión de Caré. Describe en términos vívidos a los adversarios de los que advierte, llamándolos «nubes sin lluvia», «árboles sin fruto», «olas espumosas del mar» y «estrellas errantes». Exhorta a los creyentes a recordar las palabras pronunciadas por los Apóstoles, utilizando un lenguaje similar al de la segunda epístola de Pedro para responder a las preocupaciones de que el Señor parecía demorarse: «En el último tiempo habrá burladores, que se entregarán a sus propios deseos impíos" y que se mantengan en el amor de Dios, antes de pronunciar una doxología a Dios. 
Aunque se suele pensar que el autor dirigió la epístola a la iglesia en general (según el encabezamiento, «a los amados en Dios Padre, llamados y conservados en Jesucristo»), otros creen que el tenor del escrito apunta más bien a una situación concreta, no extrapolable a todas las comunidades. Raymond Brown sostiene que se trata de una exhortación general a los cristianos ante los que Judas gozaba de autoridad. En efecto, el uso intensivo del Antiguo Testamento, las alusiones a tradiciones judías extrabíblicas y la referencia a Santiago son indicios de que el autor se dirigía a un público de convertidos judío-cristianos, tal vez una comunidad de la región de Antioquía. Otra posibilidad es que el público estuviese compuesto por cristianos convertidos del paganismo. El antinomismo y los vicios impuros que buscaban introducir los falsos maestros se comprenderían mejor si estos operaban en una comunidad permeable a tales infiltraciones, es decir, una comunidad de cristianos gentiles.
La identidad y doctrinas de los falsos maestros denunciados por Judas también han sido fuente de especulaciones. Lo cierto es que las descripciones de ciertos rasgos libertinos (vv. 4, 7, 16, 18, 19) son demasiado estereotipadas o tradicionales como para concretizar algo, tal como lo prueba su reutilización por parte del autor de 2 Pe. A veces se ha supuesto que los «hombres impíos» eran gnósticos, interpretando la acusación de negar a Dios (v. 4) como un rechazo gnóstico al Dios creador del Antiguo Testamento. No obstante, según Brown tales afirmaciones no son verosímiles y asumen que el gnosticismo estaba muy extendido en el cristianismo del siglo I. Respecto a negar «a nuestro Señor Jesucristo», podría ser indicio de una cristología cuestionable o a un estilo de vida impropio para un cristiano.
Judas cita directamente el Libro de Enoc, una obra ampliamente difundida entre los Pseudoepígrafos del Antiguo Testamento, citando una sección de 1 Enoc 1:8 que se basa en Deuteronomio 33:2.

## Estilo y audiencia
El autor de la epístola demuestra tener un buen conocimiento de la lengua griega. Emplea alguna vez el optativo, el superlativo y construcciones participiales subordinadas de manera correcta y domina un vocabulario variado, destacándose en la búsqueda intencionada de palabras poco comunes (contiene al menos doce hapax legomenon), poéticas y sonoras. Su estilo también es de «notable viveza y rico en imágenes». Sin embargo, contiene semitismos y el tono es de tipo semítico.
Con sólo 1 capítulo con 25 Versículos, la Epístola de Judas es uno de los libros más breves de la Biblia. (La Epístola a Filemón también contiene 25 Versículos, mientras que el Libro de Abdías de 21 Versículos, la 3 Juan de 14 Versículos y la 2 Juan de 13 Versículos son más cortos).
La redacción y la sintaxis de esta epístola en su griego original demuestran que el autor era capaz y fluido. El estilo de la epístola es combativo, apasionado y apresurado. Se suceden rápidamente numerosos ejemplos de malhechores y advertencias sobre su destino.
La epístola concluye con una doxología, que es considerada por Peter H. Davids como una de las de mayor calidad contenidas en la Biblia.
Es posible que haya sido compuesta como una carta encíclica, es decir, no dirigida a los miembros de una iglesia en particular, sino destinada a ser difundida y leída en todas las iglesias. Aunque iba dirigida a la Iglesia cristiana en su conjunto, las referencias a figuras del Antiguo Testamento como Miguel, Caín y los hijos de Coré, el Libro de Enoc y la invocación de Santiago como cabeza de la iglesia de Jerusalén sugieren un público principal judeocristiano que estaría familiarizado con la literatura enoquiana y veneraría a Santiago.

## Estatus canónico
La carta de Judas fue uno de los libros disputados del canon bíblico del Nuevo Testamento. A pesar de cierta oposición, parece haber sido aceptada por la mayoría de las iglesias hacia finales del siglo II. Clemente de Alejandría, Tertuliano, y el canon muratoriano consideraban la carta canónica. La carta fue finalmente aceptada como parte del canon por Padres de la Iglesia posteriores como Atanasio de Alejandría. La lista del canon en el Concilio de Cartago (c. 397) incluyó la epístola de Judas.
El primer registro histórico de dudas en cuanto a la autoría se encuentra en los escritos de Orígenes de Alejandría, quien habló de las dudas sostenidas por algunos a principios del siglo III. Eusebio lo clasificó con los «escritos disputados, los ”antilegomena“ a principios del siglo IV. Eusebio dudaba de su autenticidad en parte porque rara vez se citaba entre las fuentes antiguas, aunque reconoce que se leía en muchas iglesias. Los vínculos entre la Epístola y 2 Pedro y su uso de los apócrifos bíblicos suscitaron preocupación: San Jerónimo escribió en el año 392 d.C. que el libro era «rechazado por muchos» ya que cita el Libro de Enoc.  Incluso en la medida en que la carta fue aceptada como canónica y útil, es probable que circulara como una carta independiente en los siglos II y III; ella y las otras epístolas generales sólo parecen haber pasado a formar parte de colecciones algo estandarizadas en manuscritos del siglo IV y posteriores.
Las versiones más antiguas que se conservan de la Peshitta siríaca de los siglos V y VI no incluyen Judas, ni tampoco 2 Juan, 3 Juan, 2 Pedro o Apocalipsis. Estas obras se añadieron al canon siríaco en el siglo VI y posteriormente.

## Identidad de los adversarios
La epístola condena ferozmente a los adversarios de los que advierte y declara que Dios los juzgará y castigará, a pesar de que formen parte de la comunidad cristiana. Sin embargo, la naturaleza exacta de estos opositores ha sido una cuestión constante, ya que la epístola no los describe con más detalle que llamándolos corruptos e impíos. Se han propuesto varias teorías. El Versículo más específico que describe a los oponentes es el Versículo 8:

De la misma manera, por la fuerza de sus sueños, estos impíos contaminan sus propios cuerpos, rechazan la autoridad y amontonan improperios sobre los seres celestiales.Judas 1:8 (NIV)

Rechazar la «autoridad» (κυριότητα, kyriotēta; traducciones alternativas incluyen «dominio» o «señorío») podría significar varias cosas. La más directa sería el rechazo de la autoridad civil o eclesiástica: los opositores ignoraban las directrices de los líderes. Martín Lutero y Juan Calvino estaban de acuerdo con esta interpretación, y es la más común. Otra posibilidad es que esto se refiriera específicamente a rechazar la autoridad de Jesús o de Dios, lo que concordaría con el Versículo 4 y estaría reforzando la afirmación de que estos oponentes no son verdaderos cristianos. Una tercera posibilidad es que se trate del singular de kyriotētes (Dominios), una clase de ángeles. Esto encajaría con la parte final de la frase de «amontonar abuso sobre los seres celestiales», pero es inusual que se use el singular. Las Versiones de Judas varían, y algunos manuscritos como el Códice Sinaítico de hecho utilizan la forma plural.
«Amontonar abusos sobre los seres celestiales» es también una afirmación relevante, ya que se encuentra en cierta tensión con las obras de Pablo Apóstol, así como la Epístola a los Hebreos. Las obras indiscutibles de Pablo indican que los creyentes ya están en el mismo nivel que los ángeles, que todos los poderes existentes están sujetos a Cristo, y que los creyentes son los futuros jueces de los ángeles.  Escritos posteriores atribuidos a Pablo como Colosenses y Efesios van aún más lejos, con Colosenses condenando la supuesta adoración de los ángeles. Una hipótesis es, pues, que el autor puede haber estado atacando formas de cristianismo paulino que no eran adecuadamente deferentes con los ángeles en su opinión. «Rechazar la autoridad» puede ser una referencia a la predicación de Pablo de que los gentiles no necesitaban cumplir la ley judía. Como Santiago era conocido por ser una figura importante entre los cristianos judíos, esto podría indicar una tensión entre las corrientes más judías del cristianismo primitivo, representadas por Santiago y Judas, y el mensaje de Pablo a los gentiles. Sin embargo, la línea sobre «abusar de los seres celestiales» podría haber sido esencialmente sólo otro insulto, en cuyo caso toda esta línea de pensamiento se vuelve discutible.
Otra hipótesis es que los oponentes podrían haber sido proto-gnósticos, defendida por eruditos como Hermann Werdermann. La evidencia propuesta en apoyo de esto incluye que en el Versículo 19, los opositores son llamados «mundanos» (psychikoi), un término también usado en relación con el gnosticismo en otra literatura.  Aunque parece que Judas pudo haber sido utilizado para atacar a los gnósticos en siglos posteriores, otros estudiosos piensan que es poco probable que esta fuera la intención original, ya que los oponentes no son descritos como poseedores de las doctrinas características del gnosticismo, y el gnosticismo no parece haber sido una fuerza importante en el cristianismo del siglo I. Richard Bauckham, argumentando en contra de tal conexión, escribe que «Si la polémica de [Judas] está realmente dirigida contra el gnosticismo es singularmente inepta» .
La vaguedad inherente de la epístola significa que las identidades de estos opositores pueden nunca ser sabidas.

## Contenido

### Fórmula introductoria (vv. 1-2)
En el v. 1 Judas se presenta a título de «siervo de Jesucristo y hermano de Santiago» y dirige su carta a los que Dios, en su amor, llamó a la fe y los preservó uniéndoles a Jesucristo (cf. Rm. 1:6 y 1 Col. 1:24). En el v. 2 les desea una triple bendición divina: la misericordia de parte de Dios, la paz del alma con Cristo y la caridad para con el prójimo.

### Cuerpo de la carta (vv. 3-23)
En el v. 3, Judas se dirige a los «amados» para comunicar la necesidad de escribirles acerca de «nuestra común salvación» y exhortarlos a contender «ardientemente» por la fe que «de una vez para siempre, ha sido dada a los santos», es decir, por la fe entendida como un cuerpo de enseñanzas tradicionales e invariables. Se les advierte que «hombres impíos» se han introducido disimuladamente entre los fieles y «convierten en libertinaje la gracia de nuestro Dios, y niegan a Dios el único soberano, y a nuestro Señor Jesucristo» (v. 4). La descripción polémica de estos predicadores como «hombres que han entrado encubiertamente» (v. 4) para causar desorden ya se encuentra en Ga. 2:4 y llega a ser una situación común en el último tercio del siglo I (Hch. 20:29, 2Tm. 3:6, 2Jn. 10). 
En los vv. 5-7 el autor presenta tres ejemplos de la tradición israelita donde Dios castiga la desobediencia:
- Aunque Dios rescató a toda una generación de Egipto, muchos mostraron en el desierto su falta de fe y fueron destruidos antes de que Israel llegase a la Tierra Prometida (Nm. 14).
- Los ángeles que «abandonaron su dignidad» en el cielo para tener comercio carnal con las mujeres (Gn. 6:1-4) fueron recluidos bajo oscuridad «en prisiones eternas». Allí permanecerán hasta el día del juicio final, cuando reciban su sentencia definitiva.
- Dios aniquiló con «fuego eterno» a las ciudades de Sodoma y Gomorra, junto a las ciudades vecinas, por practicar la inmoralidad (Gn. 19:1-28). La expresión «de la misma manera que aquellos» podría asimilar la falta de los sodomitas a la cometida por los ángeles, de acuerdo a la interpretación sexual de Gn. 6, a una comparación entre Sodoma y Gomorra y las otras ciudades vecinas o bien a un paralelo con los falsos maestros mencionados en el v. 4.[69]

A continuación, en los vv. 8-10, se despliega un comentario de aplicación al caso para los falsos maestros («de la misma manera también...»). Estos son los que «mancillan la carne», «rechazan la autoridad» y «blasfeman de las potestades superiores». Al parecer, los adversarios contra los que advierte la carta manchan su carne al entregarse a la lujuria, rechazan la soberanía de Cristo e injurian a las «glorias» o «potestades superiores», es decir, a los ángeles. Sin embargo, para Brown es muy posible que el autor no haya pensado en doctrinas erróneas específicas a la hora de formular estas diatribas. A continuación, en el v. 9, la irrisoria presuntuosidad de los adversarios se pone en contraste con la modestia del arcángel Miguel, que cuando se enfrentó al diablo por el cuerpo de Moisés no lo maldijo, sino que se limitó a decirle «el Señor te reprenda». Por el contrario, los falsos maestros blasfeman de cuanto ignoran porque son incapaces elevarse hasta el conocimiento espiritual y las realidades de la fe, y aunque conocen el mundo material, lo hacen a la manera de las bestias irracionales, siguiendo las inclinaciones de la naturaleza corrompida (v. 10).
En el v. 11 el autor lanza un «ay» contra los adversarios y los compara con tres personajes del AT: Caín (que asesinó a su hermano), Balaam (que enseñó a los madianitas cómo llevar a Israel a la idolotría) y Coré (que se amotinó contra Moisés y Aaron). Se los acusa de corromper las comidas de hermandad o ágapes (v. 12), probablemente las comidas cristianas de amor y unión relacionadas con la eucaristía y que, según Pablo, a menudo eran fuente de disputas (1 Col. 11:17-34). El autor profiere contra ellos una serie de invectivas coloristas (vv. 12-13). Así como las «nubes sin agua, llevadas de acá para allá por los vientos» y los «árboles otoñales, sin frutos», la vida de estas personas está vacía de obras virtuosas. Se los describe como «desarraigados» que han roto la comunión eclesial y «dos veces muertos», ya sea porque viviendo espiritualmente muertos antes de su conversión, han vuelto a morir a la gracia de Cristo, o bien porque han incurrido ya en la segunda muerte después del pecado, esto, es la condenación. Por su conducta impetuosa y por arrojar sobre los cristianos falsas doctrinas y malos ejemplos, ellos son comparados con las «fieras ondas del mar, que espuman su propia vergüenza». Pretendiendo ser lumbreras, en realidad están extraviados como las «estrellas errantes».
En los vv. 15-15 el autor cita una profecía de Enoc, al que llama «séptimo desde Adán», acerca del castigo reservado a los impíos en el gran día del Señor, cuando Cristo aparezca rodeado de sus ángeles y todo sea conocido y retribuido, incluyendo las obras impías y las palabras ultrajantes contra Dios. A los falsos maestros y engañadores se los califica de «murmuradores» y «querellosos», que viven sus propios deseos y adulan a los demás para sacar provecho (v. 16). Seguidamente se recuerda a los lectores las palabras dichas por los apóstoles a este respecto: «En el postrer tiempo habrá burladores que andarán según sus malvados deseos» (vv. 17-18). Nuevamente se ataca a los adversarios y se los acusa de «causar divisiones», ser hombres animales y carecer del Espíritu (v. 19).
A modo de inclusión con el v. 3, en el v. 20 el autor invita a los lectores edificarse en la fe orando en el Espíritu Santo y manteniéndose en el amor de Dios, de forma que puedan obtener misericordia para la vida eterna. Finalmente, propone un trato diferenciado a sus adversarios: a los que dudan, hay que convencerlos, a otros hay que salvarlos «arrebatándolos del fuego» y de unos teceros hay que compadecerse con precaución, «aborreciendo aún la ropa contaminada con su carne».

### Doxología final (vv. 24-25)
La carta no concluye con un saludo personal, sino más bien con una doxología solemne, probablemente tomada de la liturgia pero adaptada para el estado de los destintarios, rodeados de peligros. Se ponen de relieve cuatro atributos divinos: la gloria, la magnificencia, el imperio y el poder. El autor bendice al solo y único Dios, que puede mantenerlos seguros, «sin caídas», y que los conduce jubilosos al juicio, sin tambalearse.

## Uso de textos no canónicos
La cita de literatura apócrifa o extrabíblica es uno de los rasgos sobresalientes de la carta de Judas. Según Raymond Brown, el autor de la carta acepta y se siente libre para citar una amplia colección de tradiciones israelitas y cristianas sin preocuparse por si están recogidas o no en algún corpus considerado canónico, por lo que «es posible que la canonicidad nunca haya ocupado la mente del autor». Este uso de textos apócrifos o no canónicos, principalmente del Libro de Enoc, es evidente o muy probable en los siguientes pasajes de la carta:
- La alusión a la caída de los ángeles y su reclusión perpetua en las regiones oscuras (v. 6) se deriva de sendos pasajes del Libro de Enoc, concretamente del «Libro de los Vigilantes» (cf. 1 En. 6:7, 10:4-13, 13:1-2, 15:2-3, 21:2ss etc.).[69][67]
- La disputa entre el arcángel Miguel y el diablo por el cuerpo de Moisés (v. 9), según notaban ya Clemente de Alejandría y Orígenes, se origina en el apócrifo de la Asunción de Moisés.[70][71] No obstante, dicho pasaje no se ha conservado en los manuscritos disponibles. La imprecación de Miguel al diablo parece un eco de aquella otra pronunciada por el ángel de Yahvé en el libro de Zacarías (Zac. 3:2).[72]
- La profecía de los vv. 14-15 fue pronunciada por Enoc (1 En. 1:9), tal como declara el autor de la carta: «De éstos también profetizó Enoc, séptimo desde Adán, diciendo (...)».[81][73]
- La descripción de los impíos del v. 16 podría estar inspirada en el Testamento (Asunción) de Moisés (7:7-9; 5:5), aunque otros ponen en duda esta relación.[73]

Cabe notar que la profecía apostólica citada en los vv. 17-18 no se conserva en ningún otro libro del Nuevo Testamento, probablemente porque se trata de una enseñanza transmitida por la catequesis oral.

## Relación con la Segunda epístola de Pedro
El autor de la Segunda epístola de Pedro, una obra pseudográfica compuesta en la primera mitad del siglo II, tomó en bloque gran parte de la argumentación de Judas para reelaborar una polémica contra los falsos profetas y los falsos maestros. Esto incluye la introducción encubierta de «herejías destructoras» (v. 2:2-2), la tríada de ejemplos de los castigados por Dios (vv. 4-6) —aunque reemplazando la del pueblo en el desierto por el Diluvio—, la referencia a la blasfemia de estos adversarios contra las potestades superiores (vv. 10-11), su comparación con animales irracionales (v. 12), su infiltración en las comidas (v. 13), el ejemplo de Balaam (vv. 15-16), las diatribas coloristas (v. 17), la seducción con palabras «infladas y vanas» (v. 18) y la profecía de los apóstoles sobre la venida de falsos maestros (vv. 3:1-4).

### Similitud con 2 Pedro
| 2 Pedro | Judas |
| ------- | ----- |
| 1:5     | 3     |
| 1:12    | 5     |
| 2:1     | 4     |
| 2:4     | 6     |
| 2:6     | 7     |
| 2:10–11 | 8–9   |
| 2:12    | 10    |
| 2:13–17 | 11–13 |
| 3:2-3   | 17–18 |
| 3:14    | 24    |
| 3:18    | 25    |

Parte de Judas es muy similar a 2 Pedro (principalmente 2 Pedro capítulo 2); tanto es así que la mayoría de los eruditos están de acuerdo en que o bien una carta utilizó la otra directamente, o ambas se basaron en una fuente común. Comparando las porciones del texto griego de 2 Pedro 2:1-3:3 (426 palabras) con Judas 4-18 (311 palabras) resulta en 80 palabras en común y 7 palabras de sinónimos sustituidos.
Dado que esta epístola es mucho más corta que 2 Pedro, y debido a diversos detalles estilísticos, la mayoría de los estudiosos consideran que Judas es la fuente de los pasajes similares de 2 Pedro.. 2 Pedro omite la referencia al libro no canónico de Enoc, o a las obras apocalípticas judías en general; tal vez una indicación del cambio de actitudes de principios del siglo II, en la opinión de que 2 Pedro es posterior. 
Los defensores de lo contrario son generalmente tradicionalistas que asignan una fecha temprana a 2 Pedro, tal que fue publicado durante la vida de Pedro. 
Argumentan que Judas 18 cita 2 Pedro 3:3 como tiempo pasado, y consideran que Judas vino después de 2 Pedro.

## Canonicidad

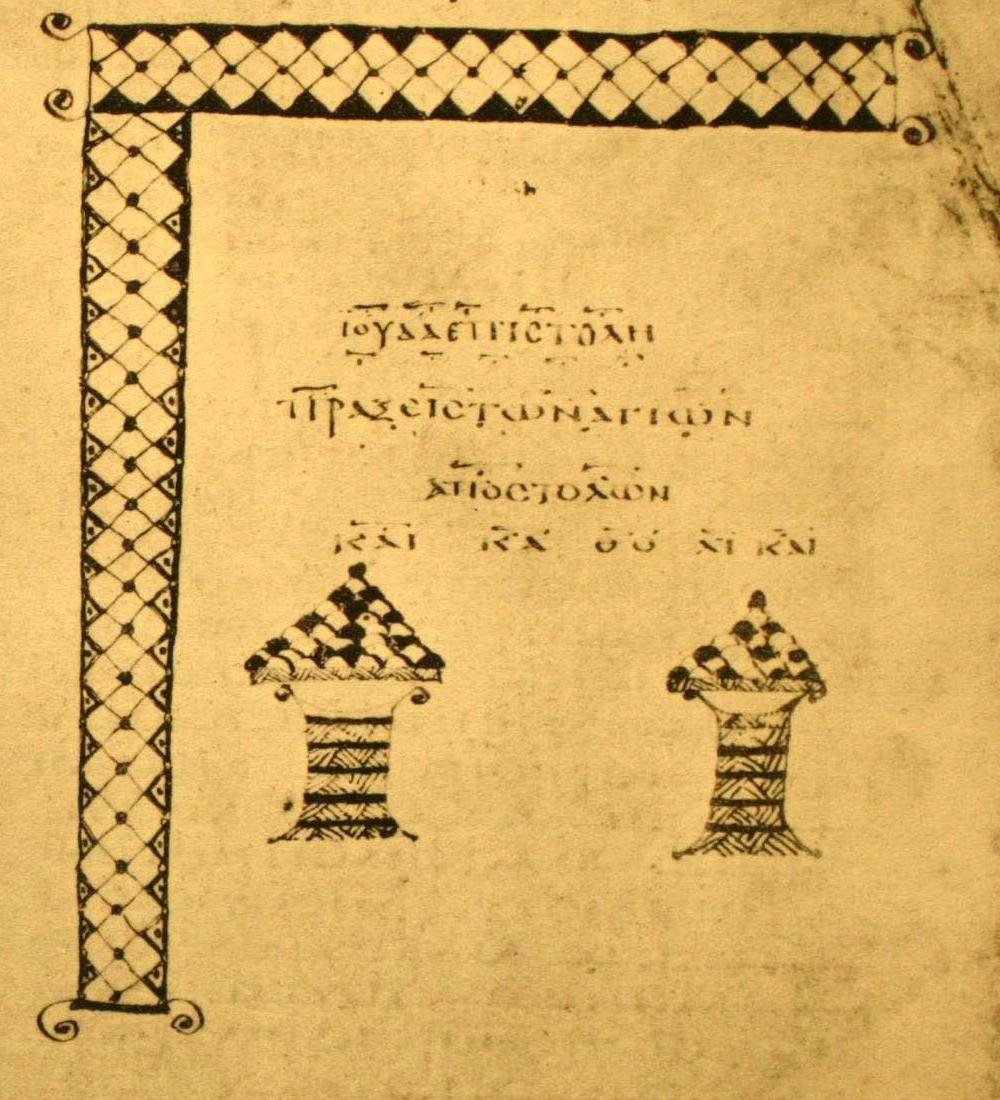
Colofón de la epístola en el Códice Alejandrino..

A principios del siglo II la epístola de Judas era lo suficientemente estimada como para que fuera utilizada por el autor de 2 Pe. En Occidente, el fragmento muratoriano (c. 170) lo incluye entre los libros considerados canónicos. Tertuliano se refiere a ella como la epístola «del apóstol Judas» y también la considera canónica. Clemente Alejandrino escribió un comentario a la carta y Orígenes también la admitía en el canon, citándola con frecuencia. Sin embargo, en el siglo IV Eusebio de Cesarea incluyó la epístola entre los antilegómena, es decir, entre los escritos discutidos. El principal obstáculo para su canonicidad era el uso que hace su autor del Libro de Enoc, tal como reconoce San Jerónimo:

Judas frater Jacobi parvam, quae de septem Catholicis est, Epistolam reliquit. Et quia de libro Enoch, qui apocryphus est, in ea assumit testimonium, a plerisque rejicitur, tamen auctoritatem vetustate jam et usu meruit, et inter sanctas Scripturas computatur.
Judas, el hermano de Jacobo, dejó una pequeña epístola, que es uno de los siete católicos. Y debido a que toma su testimonio del libro de Enoc, que es apócrifo, y en él es rechazado por la mayoría de la gente, sin embargo, ya se ha ganado su autoridad por la antigüedad y la práctica, y se cuenta entre las Sagradas Escrituras.

San Jerónimo, De viris illustribus, capítulo 4.

Dos papiros, P72 y P78, atestiguan el uso de la epístola en los siglos III y IV. En el año 367, finalmente, el canon alejandrino reconoció formalmente su canonicidad. Tiempo después, en el siglo VI, fue aceptada por las iglesias de lengua siríaca. La polémica resurgió en la época de la Reforma protestante, cuando en su edición del Nuevo Testamento de 1522 Martín Lutero colocó a la epístola de Judas, junto a Hebreos, Santiago y Apocalipsis, al final del volumen, como escritos de menor calidad o dudosos. Sin embargo, no se produjo un debate continuo comparable al que hubo con Santiago, puesto que Judas no era un escrito teológicamente importante.

## Análisis doctrinal

### Contenido
- Saludo y bendición. Versículos 1-2
- Motivo de la carta: Versículos 3-4
- Denuncia de los falsos maestros. 
  - El castigo que espera a esos impíos. Versículos 5-7
  - Su conducta inmoral y escandalosa. Versículos 8-13
  - El juicio de Dios. Versículos 14-16
- Exhortaciones a los fieles. 
  - Estaba predicha la aparición de los impíos. Versículos 15-19
  - Las virtudes teologales. Versículos 20-21
  - Comportamiento con los que vacilan. Versículos 21-23
  - Doxología final. Versículos 24-25[91]

### Saludo y bendición. Versículos 1-2
1-Judas, siervo de Jesucristo y hermano de Santiago, a los que han recibido la llamada divina, amados de Dios Padre y guardados para Jesucristo: 
2-misericordia, paz y amor en abundancia para vosotros.

#### Comentarios de los versículos 1-2
En esta carta, se aborda de manera concisa temas similares a los tratados en la Segunda epístola de Pedro. El autor, después de explicar la razón por la que decide escribir, recuerda cómo Dios castigó a quienes practicaron conductas blasfemas y desordenadas, las cuales ahora algunos están repitiendo. En contraste, exhorta a los fieles a mantenerse firmes en la fe y en el amor. La carta concluye con una solemne alabanza a Dios a través de Cristo. 
En el versículo 1, el autor describe la identidad del cristiano: su vida comienza con la llamada divina, se desarrolla gracias al amor de Dios y alcanza su plenitud en Jesucristo. Esta referencia a los "llamados" conecta con expresiones similares en otros textos. Además, la palabra "Iglesia" proviene de la misma raíz griega, destacando a la comunidad de los que Dios llamó "de las tinieblas a su admirable luz" formando el nuevo pueblo de Dios, elegido libre y gratuitamente por Él.

### Motivo de la carta: Versículos 3-4
3-Queridísimos: como tengo gran interés en escribiros sobre nuestra común salvación, me siento obligado a dirigiros esta carta, para exhortaros a combatir por la fe que ha sido entregada a los santos de una vez por todas. 
4-Porque se han infiltrado ciertos hombres, ya desde hace tiempo señalados en la Escritura para esta condenación, hombres impíos que convierten en libertinaje la gracia de nuestro Dios y niegan al único Dueño y Señor nuestro, Jesucristo.

#### Comentarios a los versículos 3-4
Estos versículos revelan la razón de la carta y el objetivo de su autor. La fe «entregada a los santos» representa un conjunto de verdades ya establecidas, que el autor inspirado busca preservar y proteger. En la actualidad, es la Iglesia la que asume la responsabilidad de continuar esta misión.

Ella es la que guarda la memoria de las Palabras de Cristo, la que transmite de generación en generación la confesión de fe de los Apóstoles. Como una madre que enseña a sus hijos a hablar y con ello a comprender y a comunicar, la Iglesia, nuestra Madre, nos enseña el lenguaje de la fe para introducirnos en la inteligencia y la vida de la fe.

«Se han infiltrado» (v. 4) utiliza un término griego que significa «entrar desde fuera», reflejando con precisión el modo en que los falsos maestros se introducían en las comunidades. Es probable que se tratara de predicadores itinerantes que recorrían distintas iglesias. Se les atribuyen dos errores principales: en lo moral y práctico, transformaban la gracia en una excusa para el libertinaje; y en lo doctrinal, negaban a Jesucristo. Usaban la libertad adquirida en Cristo como pretexto para justificar un comportamiento que minimizaba la lucha contra el pecado. Sin embargo, para comprender el verdadero significado de la libertad, es necesario dirigir la mirada a Jesucristo.

La libertad adquiere su auténtico sentido cuando se ejercita en servicio de la verdad que rescata, cuando se gasta en buscar el Amor infinito de Dios, que nos desata de todas las servidumbres.

### El castigo que espera a esos impíos. Versículos 5-7
5-Quiero recordaros, aunque ya sepáis todo esto de una vez por todas, que el Señor —después de haber salvado al pueblo de la tierra de Egipto— hizo perecer a continuación a los que no creyeron; 
6-y que a los ángeles que no guardaron su dignidad, sino que abandonaron su propia morada, los tiene guardados en tinieblas con cadenas eternas para el juicio del gran día; 
7-también Sodoma y Gomorra y las ciudades vecinas, que como ellos se entregaron a la fornicación y siguieron un uso antinatural de la carne, están puestas para escarmiento, sufriendo el castigo de un fuego eterno.

#### Comentarios a los versículos 5-7
Los tres ejemplos bíblicos destacan tres vicios esenciales: 
- los israelitas incrédulos y murmuradores que perecieron en el desierto representan la incredulidad;
- los ángeles que, según la tradición judía, pecaron al rebelarse contra Dios y relacionarse con mujeres[96][97] reflejan la desobediencia y la soberbia;
- las perversiones de Sodoma y Gomorra son símbolo de la impureza. El v. 7 condena explícitamente la homosexualidad a partir de estos ejemplos y otros pasajes de la Escritura:

la Tradición ha declarado siempre que "los actos homosexuales son intrínsecamente desordenados".

Son contrarios a la ley natural. Cierran el acto sexual al don de la vida. No proceden de una complementariedad afectiva y sexual verdadera. No pueden recibir aprobación en ningún caso.

. 
«El Señor» (v. 5). En otros manuscritos griegos se lee «Jesús», atribuyendo así más expresamente la liberación del pueblo de Israel de la tierra de Egipto a Cristo, e interpretando así el Antiguo Testamento a la luz del Nuevo, que es su plenitud. «El castigo de un fuego eterno» (v. 7) manifiesta el carácter irrevocable del juicio divino. La fe de la Iglesia se ha hecho eco de esta expresión al ilustrar las penas que los condenados sufren en el infierno (cfr nota a Ap 20,7-10). Sin embargo, la existencia del infierno, y de los otros «novísimos», es doctrina cristiana, revelada no para provocar terror, sino para estimular a la conversión y a la perseverancia en el bien:

Solamente en esa visión escatológica se puede tener la medida exacta del pecado y sentirse impulsados decididamente a la penitencia y a la reconciliación.

### Su conducta inmoral y escandalosa. Versículos 8-13
8-También éstos, a pesar de todo, en su delirio manchan su cuerpo, desprecian la autoridad del Señor y blasfeman contra los seres gloriosos. 
9-El arcángel Miguel, cuando —oponiéndose al diablo— disputaba sobre el cuerpo de Moisés, no se atrevió a pronunciar una sentencia injuriosa, sino que dijo: ¡Que el Señor te reprenda! 
10-Pero éstos blasfeman contra todo lo que desconocen; y en lo que conocen por instinto natural como las bestias irracionales, en eso se corrompen. 
11-¡Ay de ellos!, porque se metieron por el camino de Caín, y se precipitaron por afán de lucro en la aberración de Balaán, y perecieron en la rebelión de Coré. 
12-Éstos son una mancha en vuestros ágapes: comportándose sin recato como si estuvieran en banquetes, se cuidan a sí mismos; son nubes sin agua zarandeadas por los vientos; árboles de otoño sin fruto, dos veces muertos y arrancados de raíz; 
13-olas bravías del mar que echan la espuma de sus torpezas; astros errantes a los que está reservada para siempre la oscuridad tenebrosa.

#### Comentarios a los versículos 8-13
Para ilustrar mejor la maldad del comportamiento de los «intrusos», el autor sagrado acude a la leyenda popular recogida en el apócrifo la Asunción de Moisés, según la cual, cuando San Miguel iba a enterrar el cuerpo de Moisés, el diablo intentó arrebatárselo. San Miguel se lo impidió pero no injurió al diablo, sólo apeló al juicio de Dios. Con otros tres ejemplos bíblicos destaca la conducta perversa de los falsarios: Caín; Balaán; Coré y sus seguidores que se rebelaron contra Moisés. Los falsos maestros no tienen inconveniente en asistir a celebraciones de los cristianos, pero llevan una vida amoral. Participan en las comidas fraternas —ágapes— de los cristianos, donde dan rienda suelta a su gula y propagan sus errores. Son así una «mancha». El término griego traducido de esta manera equivale a escándalo. Originariamente significa «escollo», es decir, una roca que está a flor de agua y es por tanto peligrosa para la navegación, pero también puede traducirse por «mancha», en sentido propio o moral, como hace la Nova Vulgata. Comenta San Beda: 

Manchado está el que peca. El pecado mismo es una mancha que contamina a quien peca.

Son «nubes sin agua», porque «no tienen en sí la fecundidad de la palabra divina» «Dos veces muertos». Quizá se refiere a que su apartamiento de la fe es peor que el estado anterior al Bautismo.

### El juicio de Dios. Versículos 14-16
14-De ellos también profetizó Henoc, el séptimo descendiente de Adán, cuando dijo: «Mira, ha venido el Señor con sus santas miríadas,
15-para entablar juicio contra todos y dejar convictos a todos los impíos de todas las perversidades que han cometido, y de todas las injurias que los pecadores impíos han proferido contra él». 
16-Éstos son unos murmuradores que se quejan de su suerte, viviendo al dictado de sus concupiscencias; y su boca pronuncia palabras hinchadas, adulando a las personas por su propio interés.

#### Comentarios a los versículos 14-16
El texto menciona explícitamente el Libro de Henoc, un apócrifo redactado antes de la era cristiana que recopila relatos legendarios vinculados a pasajes oscuros del Antiguo Testamento. Henoc es presentado como una figura enigmática y venerada en la tradición judía, conocido por haber caminado con Dios y ser llevado al cielo sin experimentar la muerte, recibiendo elogios por su rectitud. La carta de Judas también contiene otras alusiones a este libro. En el «estilo apocalíptico» propio de esta literatura, se describen eventos futuros como si ya hubieran ocurrido. Judas utiliza estos relatos para reforzar su enseñanza sobre el castigo reservado a los «impíos».

### Estaba predicha la aparición de los impíos. Versículos 17-19
17-Pero vosotros, queridísimos, acordaos de las palabras anunciadas por medio de los apóstoles de nuestro Señor Jesucristo, 
18-que os decían: «En los últimos tiempos habrá quienes se burlen de todo y vivan según sus impías concupiscencias». 
19-Éstos son los que crean divisiones, hombres meramente naturales, que no tienen el Espíritu.

#### Comentarios a los versículos 17-19
Estos avisos se remontan en última instancia a lo que Cristo había predicho: 

Surgirán falsos mesías y falsos profetas, y se presentarán con grandes señales y prodigios para engañar, si fuera posible, incluso a los elegidos.

.La expresión «últimos tiempos» alude a la era mesiánica inaugurada con la venida de Cristo. En el v. 19, los «hombres meramente naturales», u «hombres psíquicos» según la traducción literal, contrastan con los «hombres espirituales» mencionados por Pablo, es decir, los cristianos que poseen el Espíritu Santo y se dejan guiar por Él. Por el contrario, aquellos que «no tienen el Espíritu», principio de la vida sobrenatural, actúan y juzgan basándose únicamente en su naturaleza humana, debilitada por el pecado original. Su sabiduría es terrenal y carnal. Estos individuos son responsables de generar divisiones dentro de la comunidad de creyentes.

No será partícipe de la divina caridad quien es enemigo de la unidad. Y así no tienen el Espíritu Santo los que están fuera de la Iglesia.

### Las virtudes teologales. Versículos 20-21
20-Pero vosotros, queridísimos, edificándoos sobre vuestra santísima fe y orando en el Espíritu Santo, 
21-manteneos en el amor de Dios, aguardando que la misericordia de nuestro Señor Jesucristo os conceda la vida eterna.

#### Comentarios a los versículos 20-21
Como en otros lugares del Nuevo Testamento, la invocación a las tres Personas divinas viene acompañada de una exhortación a las tres virtudes teologales: 

Las virtudes teologales se refieren directamente a Dios. Disponen a los cristianos a vivir en relación con la Santísima Trinidad. Tienen como origen, motivo y objeto a Dios Uno y Trino.

### Comportamiento con los que vacilan. Versículos 21-23
22-Tratad con compasión a los que vacilan: 
23-a unos procurad salvarlos, arrancándolos del fuego; a otros tratadlos con misericordia, pero con precaución, aborreciendo hasta la túnica contaminada por su carne.

#### Comentarios a los versículos 21-23
Los cristianos deben tratar siempre con misericordia a los que se apartan de la buena doctrina, a la vez que evitan el peligro para sus almas. 

Es propio de los perfectos que en los pecadores no odien más que los pecados; y que amen a esos mismos hombres.

### Doxología final. Versículos 24-25
24-Al que es poderoso para guardaros sin tropiezo y presentaros sin tacha y con júbilo delante de su gloria, 
25-al único Dios, Salvador nuestro por medio de Jesucristo nuestro Señor, la gloria, la majestad, el imperio y la potestad, desde siempre y ahora y por todos los siglos. Amén.

#### Comentarios a ls versículos 24-25
La doxología o alabanza a Dios Padre por medio de Jesucristo enseña que Jesús es el Mediador tanto de nuestra salvación como de nuestra alabanza al Padre. Desde sus inicios, la Iglesia tiene la costumbre de dirigir la oración litúrgica al Padre por medio de Jesucristo. San Beda, comentando el v. 25, escribe: 

Este versículo asigna al Padre y al Hijo igual y coeterna gloria y poder por los siglos de los siglos. Y acusa de estar en el error a quienes creen que el Hijo es inferior y posterior que el Padre, pues dice que la gloria, la majestad, el imperio y la potestad son para el Padre por medio de Jesucristo, nuestro Señor. Y esto no empezó en algún momento, sino desde antes de los siglos, y ahora, por todos los siglos. Amén.